# Ральф Вейт
Ральф Вейт (нар. 22 червня 1928 — пом. 13 лютого 2014) — американський актор і політичний активіст. Він найбільш відомий своєю головною роллю Джона Волтона-старшого у серіалі «Волтони» (1972—1981). Він виконував повторювані ролі: Джексона Гіббса, батька Лероя Джетро Гіббса в «NCIS: Полювання на вбивць» і дідуся Сілі Бута в «Кістках». Вейт виконував ролі другого плану в таких фільмах, як «Холоднокровний Люк» (1967), «П'ять легких п'єс» (1970), «Банда Ґріссома» (1971), «Охоронець» (1992) і «Скелелаз» (1993).

## Раннє життя
Вейт, старший із п'яти дітей, народився в Вайт-Плейнс 22 червня 1928 року в родині Ральфа Г. Вейта, інженера-будівельника, та Естер (уроджена Мітчелл) Вейт. У 1946 році він закінчив середню школу Вайт-Плейнс. Надто молодий для Другої світової війни, Вейт служив у Корпусі морської піхоти США з 1946 по 1948 рік, потім закінчив університет Бакнелла в Льюїсбурзі. Він недовго працював соціальним працівником. Вейт здобув ступінь магістра в богословській школі Єльського університету та був рукоположеним пресвітеріанським священником і релігійним редактором у Harper & Row, Нью-Йорк, перш ніж вирішив стати актором. Він був учасником літньої театральної програми «Peninsula Players» протягом сезону 1963 року.
У 1963 році Вейт дебютував на Бродвеї в ролі міністра у виставі «Марафон 33», сценаристом і режисером якого була Джун Гевок. Далі він з'явився в «Блюзі для містера Чарлі» та протягом 1960-х років постійно працював на Бродвеї та офф-бродвеї.

## Робота в кіно

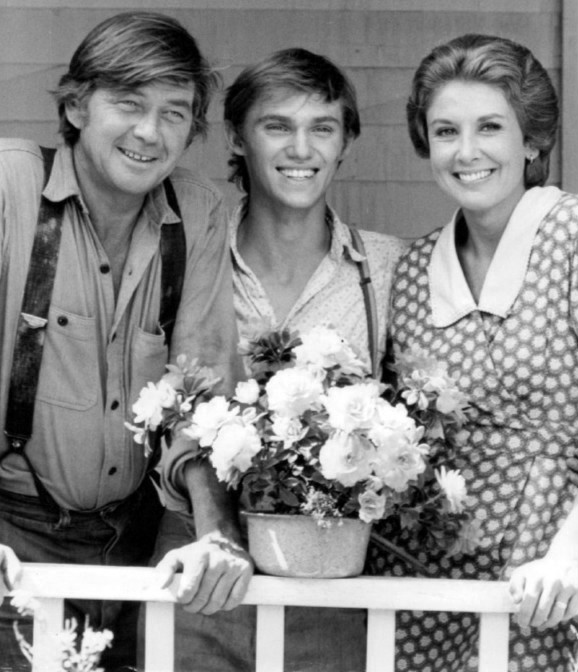
З «Вотсони» (1972), Л-П: Ральф Вейт, Річард Томас і Майкл Лернд

Його робота в кіно включала ролі у фільмах «Холоднокровний Люк», «П'ять легких п'єс», «Законник», «Малюк Блу», «Банда Гріссомів», «Земля Чато» та «Холонокровний вбивця». Серед його пізнішого кінодоробку — «Охоронець», роль пілота гелікоптер Френка у фільмі «Скеля» 1993 року та роль таємничого мандрівника в часі у «Пошук у часі» (2002). Він також озвучив Шедов у пригодницькій стрічці «Дорога додому 2: Загублені у Сан-Франциско».

## Пізніша театральна робота
Вейт здобув особистий тріумф, виконавши роль Вілла Кіддера в п'єсі драматурга Гортона Фута «Молода людина з Атланти», яка отримала Пулітцерівську премію у 1995 році.

## Особисте життя
Вейт був одружений тричі, два шлюби закінчилися розлученням. Від першого шлюбу мав трьох дочок. Його старша дочка Шерон Вейт померла від лейкемії у 9 років у 1964 році. Ліам Вейт, один із його пасинків, також актор. Після 50 років перебування поодаль від організованої релігії Вейт повернувся до неї у 2010 році та став активним членом пресвітеріанського товариства «Дух пустелі» в Палм-Дезерті, Каліфорнія.

### Політична участь
Вейт тричі невдало балотувався до Конгресу в Каліфорнії від демократів: у 1990 році він кинув виклик ветерану Республіканської партії Елу Мак-Кендлессу в 37-му окрузі Ріверсайду, програвши 5 %. Через загибель Сонні Боно у 1998 році Вейт балотувався на позачергових виборах по 44-го округу, що на той час знаходився у Палм-Спрінгс. На цих виборах він зазнав поразки від Мері Боно, вдови Сонні, та знову програв їй у листопаді того ж року.
21 жовтня 1991 року Вейт представив колишнього губернатора Каліфорнії Джеррі Брауна перед його промовою, в якій той оголосив про висунення своєї кандидатури в президенти від Демократичної партії у 1992 році.

#### Виборча історія
| Рік  | Представництво                                         | Демократи                             | Голоси  | Відсотки | Республіканці                          | Голоси  | Відсотки |
| ---- | ------------------------------------------------------ | ------------------------------------- | ------- | -------- | -------------------------------------- | ------- | -------- |
| 1990 | Палата представників США Округ 37                      | Джеффрі Джейкобс 29 % Ральф Вейт 71 % | 103,961 | 44,8 %   | Бад Метьюсон 27 % Ел Мак-Кендлесс 73 % | 115,469 | 49,8 %   |
| 1998 | Палата представників США Округ 44 (позачергові вибори) | Ральф Вейт                            | 24,228  | 28,8 %   | Мері Боно                              | 53,755  | 64 %     |
| 1998 | Палата представників США Округ 39 (загальні вибори)    | Ральф Вейт                            | 57,697  | 35,7 %   | Мері Боно                              | 97 013  | 60,1 %   |

## Смерть
13 лютого 2014 року Вейт помер у Палм-Дезерті, штат Каліфорнія, від вікових захворювань у віці 85 років. Він похований на сільському кладовищі Вайт Плейнс у Нью-Йорку.

## Фільмографія

### Фільми
- 1967 Холоднокровний Люк — «Алібі»
- 1968 Прекрасний спосіб померти — Шон Магрудер
- 1969 Останнє літо — батько Пітера (в титрах не зазначений)
- 1970 П'ять легких п'єс — Карл Фіделіо Дупеа
- 1971 У гонитві за щастям — детектив Кромі
- 1971 Спортивний клуб — Олсон
- 1971 Законник — Джек Деккер
- 1971 Банда Гріссома — Мейс
- 1972 Земля Чато — Еліас Гукер
- 1972 Спекотний літній тиждень — Джон
- 1972 Чудова сімка знову у сідлі — Джим Маккей
- 1973 Проблема людина — Піт Кокрелл
- 1973 Малюк Блу — барабанщик
- 1973 Холоднокровний вбивця — Mathews
- 1977 Червона тривога (телефільм) — Генрі Стоун
- 1980 Ом (телефільм) — Флойд Вінг
- 1980 Про нікель — Сі-Джі
- 1980 Ангельське місто (телефільм) — Джаред Тітер
- 1981 Джентльмен-бандит (телефільм) — отець Бернард Пагано
- 1988 Старий добрий хлопець: Дитинство в Дельті — оповідач
- 1989 Червона Земля, Біла Земля — Мартін
- 1990 Трощи та пали — Латан Гукс
- 1990 Відчайдушні години
- 1992 Охоронець — Герб Фармер
- 1993 Скелелаз рейнджер Френк
- 1994 Су-Сіті — Дрю Мак-Дермотт
- 1996 Дорога додому: Загублені у Сан-Франциско — Шедов (озвучення)
- 2000 Пошук у часі — Мандрівник у часі
- 2002 Сонячний штат — Фурман Темпл
- 2003 Благословення (телефільм) — шериф
- 2004 Срібне місто — Кейсі Лайл
- 2010 Листи до Бога — Корнеліус Перріфілд
- 2011 25 Hill — ред
- 2012 Пес Купідон Гейб — Р. Л. Даттона

### Телебачення
- 1966 Шукайте та живіть — ведучий
- 1967 Палиця Борджіа (телефільм) — Людина з Толедо
- 1967—1968 ДПНЙ — Роберт Страйкер
- 1970 Бонанза — Хобі
- 1971 Ніколс — Сем Бертон
- 1972—1981 Волтони — Джон Вотсон-старший.
- 1973 Історія подяки (телефільм)
- 1976 «Таємне життя Джона Чепмена» (телефільм) — Джона Чепмена
- 1977 Корені — Слейтер
- 1977 Чекаючи на Ґдо (телефільм) — Поццо
- 1978 CBS: В ефірі — у ролі себе
- 1980 Місто ангелів (телефільм) — Джаред Тітер
- 1981 Джентльмен-бандит (телефільм) — отець Бернард Пагано
- 1982 Весілля на Волтоновій горі (телефільм) — Джон Волтон-старший
- 1982 День матері на горі Волтонс (телефільм) — Джона Волтон-старший
- 1983 Міссісіпі — Бен Волкер-старший
- 1984 Хороший спорт (телефільм) — Томмі О'Беннон
- 1984 Зростаючі болі (телефільм) — Роб
- 1985 Злочин невинності (телефільм) — Френк Гейворд
- 1987 Веселка читання
- 1989 Вона написала вбивство — окружний прокурор Пол Роббінс
- 1990 Спаркс: Ціна пристрасті (телефільм) — Орвілла Лемона
- 1993 Зустріч Волтона на День Подяки (телефільм) — Джон Волтон-старший
- 1994 Слід крізь час — Ламонт Карсон
- 1994 Гріх і спокута (телевізійний фільм) — Кел Сіммс
- 1994 Кіз (телефільм) — доктор Сі Джей Галліган
- 1995 Сезон надії (телефільм) — Сем Геккет
- 1995 Весілля Волтона (телефільм) — Джон Волтон-старший
- 1996 Перше вбивство — Малкольм Дітріх
- 1997 Орлеан — Отіс Леблан
- 1997 Великдень Волтона (телефільм) — Джон Волтон-старший
- 1997 Третій близнюк (телефільм) — сенатор Пруст
- 1999 За межею можливого — Джин Мортон
- 1999 Курячий суп для душі — тато
- 1999 Сила ракети — Док Фреймут (голос)
- 2000 Людина президента (телефільм) — президент Метьюз
- 2001 Всі мої діти — Барт
- 2001 Дух (телефільм) — Джейкоб
- 2003 Благословення (телефільм) — шериф
- 2003—2005 Карнавал — преподобний Норман Балтус
- 2004 Практика — Волтер Джозефсон
- 2007 Мертва справа — Фелтон Мец
- 2008 CSI: Місце злочину- шериф Монтгомері
- 2008—2013 NCIS: Полювання на вбивць — Джексон Гіббс (8 серій)
- 2008 Прибиральник — Джонуса Маллінза
- 2009 Ейс Вентура-молодший: Розшук домашніх тварин (телефільм) — дідусь Вентура
- 2011 В ударі — директор Кінер (7 серій)
- 2009—2014 Дні нашого життя — Метт (повторюється) (фінальна поява)
- 2009 Анатомія Грей — Ірвінг Воллер
- 2009—2013 Кістки — Генк Бут (3 серії)
- 2011 Без координат — Абуеліто

### Режисер
- 1973—1980 Волтони (серіал)
- 1980 На нікелі
- 1983 Міссісіпі (серіал)

### Продюсер
- 1984 Хороший спорт (виконавчий продюсер)

### Сценарист
- 1980 На нікелі

## Театр
- Марафон '33 (1963)
- Блюз для містера Чарлі (1964)
- Козел Гоґана (п'єса) (1965)
- Суд над Лі Гарві Освальдом (1967)
- Чужі гроші (п'єса, до фільму) (1991, Trinity Repertory Company, Провіденс, Род-Айленд)
- Молода людина з Атланти (1995)